# Józef Elsner
Józef Antoni Franciszek (også kaldt Józef Ksawery Elsner, døbt Joseph Anton Franz Elsner) (født 1. juni 1769, død 18. april 1854) var en schlesisk komponist, musiklærer og musikteoretiker, der fortrinsvis arbejdede i Warszawa. Han var en af de første polske komponister, der brugte elementer af folkemusik i sine værker.
Hans musikalske produktion omfatter symfoniske værker, kammermusik, soloværker, vokalværker og 38 operaer. Han er måske mest kendt som lærer for den unge Frédéric Chopin.

## Biografi
Józef Elsner blev født den 1. juni 1769 i byen Grottkau i det schlesiske hertugdømme Neisse (Nysa) ved Breslau i Kongeriget Preussen. Hans forældre var schlesiske katolikker. Hans far hed Franz Xaver Elsner og hans mor tilhørte den berømte Matzke-familie fra Glatz, som havde tilknytning til Bøhmen og tjekkisk kultur.
Józef Elsner læste først teologi ved Breslaus dominikanske klosterskole, St. Mattæus’ Gymnasium, og et lokalt jesuituniversitet, men gik så over til at studere musik. I 1832-37 komponerede han 19 religiøse værker for katedralen i Breslau.
Efter at have fuldført sine studier og have arbejdet som violinist i Brünn blev han i 1792 andenkapelmester ved den tyske Opera i Lemberg, der hørte under Østrig-Ungarn. I Lemberg giftede han sig med Klara Abt i 1796, men hun døde året efter. I 1799 tog han til Ny Østpreussen sammen med den polske skuespiller Wojciech Bogusławski. I Ny Østpreussen blev Elsner chefdirigent ved først Det Tyske Teater, siden det polske Nationalteater i Warszawa.
Elsner foretog rejser til Paris, Dresden, Warszawa, og Posen (Poznań), hvor han mødte E.T.A. Hoffmann. De grundlagde i 1805 arrangementet Musikressource, der skulle samle tyskere og polakker om musikalske aktiviteter.
I 1802 giftede Elsner sig med Karolina Drozdowska.
På grund af klager over, at Elsner favoriserede tyskere, trak han sig tilbage fra teaterarbejdet.
I Warszawa blev Elsner gradvist mere polsksindet og begyndte at bruge den polske form af sit navn: Józef Antoni Franciszek. Han vedblev dog at omtale sig selv som schlesier.
Elsner underviste komponisterne Ignacy Feliks Dobrzyński og Frédéric Chopin. Chopin dedikerede sin Klaversonate nr. 1 i c-mol, opus 4 (1828) til Elsner. Chopin komponerede sonaten, mens han endnu var elev.
Fra 1799 til 1824 var Elsner chefdirigent ved Warszawas Nationalteater, hvor han uropførte nogle af sine operaer. Elsner underviste også på Warszawa Lyceum i Kazimierz-palæet.
Fra 1823 til 1829 lærte Elsner Chopin musikteori, becifring og komposition. På den tid skrev Elsner om Chopin i sin dagbog: ”Chopin, Frédéric, tredjeårsstuderende. Speciel begavelse, musikalsk geni.”
Elsner døde den 18. april 1854 på sit gods ’Elsnerów’, der i dag ligger inden for Warszawas bygrænse.

## Værker
Elsners værker omfatter:
- Operaerne Leszek Biały (”Leszek den Hvide”) og Król Łokietek (om Władysław 1. af Polen)
- Oratoriet Męka Pana Naszego Jezusa Chrystusa (”Vor Herre Jesu Kristi Passion”)
- 8 symfonier
- Polonæser, valse og marcher
- Msza B-dur (”Messe i B-dur”) og Msza F-dur (”Messe i F-dur”)
- Nieszpory do NMP (”Vespere for Den Allerhelligste Jomfru Maria”)

Elsner var blandt de første til at brugte polsk folkemusik i sine værker.
Elsner skrev Sumariusz moich utworów muzycznych (”Oversigt over Mine Musikalske Værker”, udgivet i 1957).